# Oxalis clausenii
Oxalis clausenii é uma espécie de planta do gênero Oxalis e da família Oxalidaceae. 

## Taxonomia
A espécie foi descrita em 1994 por Alicia Lourteig. 

## Forma de vida
É uma espécie terrícola, herbácea e subarbustiva. 

## Descrição
Subarbusto, 40-80 cm de altura, não a pouco ramificado, sem xilopódio. Ramos pubérulo-glandulosos; braquiblastos ausentes; internós 0,3-3 cm. Ela tem folhas alternas, trifolioladas; pecíolo de 1,3-3,3 cm, canaliculado, pubérulo-glanduloso; peciólulo 1-2 mm, cilíndrico, tomentoso; raque 4-7 mm, pubérulo-glandulosa; folíolo terminal 2,4-4,2 x 1,1-1,8 cm, trulado, base cuneada, margem ciliada, ápice acuminado, glabro na face adaxial e puberulento na abaxial; folíolos laterais 2-3,5 x 0,8-1,4 cm, semelhantes ao terminal. Inflorescência com pedúnculo 2,5-3,5 cm, cilíndrico, pubérulo-glanduloso; ramos dicasiais 0,4-2,5 cm, com 9-23 flores; brácteas dicasiais 2, com cerca de 1 mm de comprimento, oval-acuminadas, pubescentes, ápice acuminado. Tem pedicelo 2-4 mm, pubérulo-glanduloso; sépalas 3-3,5 x 2-3 mm, ovais, verdes, glanduloso-pubescentes, ápice agudo; pétalas 7-9 mm de comprimento, amarelas; estames maiores 5-5,5 mm, pubérulo-glandulosos, lígula presente, estames menores 1-2 mm, glabros; ginóforo 0,5-1 mm; ovário 1-2 mm, globoso, pubérulo-glanduloso, 2-3 óvulos por lóculo, estiletes 3-4 mm, pubérulo-glandulosos, estigmas bilobados. Cápsula 4-5 x 3-4 mm, elipsóide, 1-2 sementes por lóculo; sementes 1-2 mm, ovóides, estriadas, marrons.  
| Raiz               | Raiz              |
| ------------------ | ----------------- |
| tipo               | fibrosa           |
| Caule              |                   |
| tipo               | haste             |
| Folha              |                   |
| disposição         | espiralada        |
| folíolo            | persistente       |
| estípula           | ausente           |
| ápice              | inteiro acuminado |
| pecíolo            | piloso            |
| raque foliar       | presente          |
| superfície adaxial | glabra            |
| superfície abaxial | pilosa            |
| folíolo mediano    | trulado           |
| Inflorescência     |                   |
| tipo               | dicásio           |
| pedúnculo          | piloso/glandular  |
| Flor               |                   |
| pedicelo           | piloso            |
| sépala             | pilosa            |
| calosidade         | ausente           |
| corola             | amarela           |
| estigma            | lobado            |
| óvulo              | 2/3               |
| Fruto              |                   |
| lóculo             | glabro            |

## Conservação
A espécie faz parte da Lista Vermelha das espécies ameaçadas do estado do Espírito Santo, no sudeste do Brasil. A lista foi publicada em 13 de junho de 2005 por intermédio do decreto estadual nº 1.499-R. 

## Distribuição
A espécie é encontrada nos estados brasileiros de Espírito Santo, Minas Gerais e Rio de Janeiro. 
A espécie é encontrada no domínio fitogeográfico de Mata Atlântica, em regiões com vegetação de floresta ombrófila pluvial.